# Kadesch-Barnea
Koordinaten: 30° 38′ 54″ N, 34° 25′ 20″ O
Kadesch-Barnea (hebräisch קדש ברנע) war eine im Alten Testament erwähnte Station der Wüstenwanderung, die acht Kilometer westlich der heutigen israelischen Grenze im nördlichen Sinai lag. Kadesch-Barnea, einer der wichtigsten Lagerplätze der Wüstenwanderung, wird von der Forschung mit der Region des heutigen En el-Quderat identifiziert. Der Ort liegt im Bezirk (markaz) El-Quseme des Gouvernements Schimal Sina (Nord-Sinai).
Biblischer Bericht:
- Num 13,17 EU; 13,26 EU u. ö.: Kundschafter
- Num 20,1 EU: Mirjams Tod und Begräbnis
- Num 20,2 EU: „Haderwasser“
- Num 20,14 EU und Ri 11,16 EU: Botschaft an den Edomiterkönig
- Num 20,22 EU: Aufbruch zum Berg Hor